# Rabanales (kommunhuvudort)
Rabanales är en kommunhuvudort i Spanien.   Den ligger i provinsen Provincia de Zamora och regionen Kastilien och Leon, i den nordvästra delen av landet, 260 km nordväst om huvudstaden Madrid. Rabanales ligger 835 meter över havet och antalet invånare är 753.
Terrängen runt Rabanales är platt. Runt Rabanales är det mycket glesbefolkat, med 7 invånare per kvadratkilometer. Närmaste större samhälle är Alcanizes, 7,5 km sydväst om Rabanales. 